# Tina (geslacht)
Tina  is een geslacht van vlinders uit de familie van de Tortricidae (Bladrollers). Het geslacht werd voor het eerst wetenschappelijk beschreven door Powell in 1986.

## Soorten
Het genus is monotypisch en bevat alleen de volgende soort:

- Tina audaculana (Busck)